# Arrhenocnemis sinuatipennis
Arrhenocnemis sinuatipennis – gatunek ważki z rodziny pióronogowatych (Platycnemididae). Endemit Nowej Gwinei, stwierdzony na trzech stanowiskach w indonezyjskiej części wyspy.